# César Torres Ramírez
César Torres (Cali, Colombia; 23 de septiembre de 1976) es un  director técnico colombiano. Actualmente dirige a la Selección de fútbol sub-20 de Colombia.

## Formación académica
César es egresado de la Escuela Nacional del Deporte en el pregrado de Profesional en Deporte y Actividad Física. Además posee una especialización en Dirección y Gestión Deportiva y una maestría en Dirección Deportiva y Relaciones Internacionales.

## Trayectoria

### Inicios
Como jugador llegó a militar con un club de la tercera división, pero tras no tener el rodaje esperado decide retomar sus estudios universitarios y comienza su trabajo como entrenador en donde laboró durante muchísimos años en el reconocido club de formación Boca Juniors de Cali y en la Selección de fútbol del Valle del Cauca.

### Cortuluá
Al notar su gran labor y el reconocimiento que ya se había ganado en el fútbol departamental, el entrenador Alberto Suárez lo invita a que él haga parte de su cuerpo técnico en la función de asistente en el equipo Cortuluá, donde ejerce por un año.

### Centauros Villavicencio y Universitario de Popayán
Terminado su contrato con el equipo 'Panelero' es contactado por el entrenador Nelson Abadía nuevamente para ser asistente en el ya extinto Centauros Villavicencio, aunque tiempo más tarde pasaría a ser el director técnico en propiedad. Siendo uno de los entrenadores más jóvenes que han dirigido en el FPC.
Con el equipo 'de la media Colombia' dirigió en propiedad durante dos años (2007-2008). Para 2009, el club decide contratar al experimentado Eduardo "El Abuelo" Cruz y César pasa nuevamente a ejercer como asistente durante 3 años (2009, 2010 y 2011).
Para 2012, el empresario Hernándo Ángel decide trasladar de ciudad al club y lo refunda con el nombre de Universitario de Popayán. Allí César dirigió en propiedad durante todo el año.

### Deportes Quindío
Al año siguiente (2013) vuelve a ser asistente de Eduardo "Abuelo" Cruz en el Deportes Quindío. Luego de la salida del "Abuelo", César toma las riendas del equipo 'cuyabro' y lo dirige en calidad de interino desde mayo 6 hasta el 12 de junio con un rendimiento de haber dirigido 7 partidos (por liga 4 y por copa 3) con un saldo total de 2 victorias, 4 empates y 1 derrota.
Tras la llegada del nuevo entrenador (Arturo Boyacá), César continúa siendo el asistente técnico del club, hasta que renuncia Boyacá y él queda nuevamente como el timonel encargado de salvar al Deportes Quindío del descenso. Asumiendo su cargo el 24 de septiembre de 2013, al culminar la temporada no lograría el objetivo y el equipo descendió.

### Universitario de Popayán
Para 6 de enero de 2014 regresa a dirigir en propiedad al Universitario de Popayán, club con el cual se destacó en la mayoría de torneos disputados, aunque sin lograr la meta de ascender. Dirige al equipo 'patojo' por última vez el 6 de octubre de 2018.

### Alianza Petrolera
El día 8 de octubre de 2018 se confirma oficialmente como nuevo entrenador del Alianza Petrolera junto con su asistente técnico (Sergio "Barranca" Herrera). Debutarían con victoria 1-0 ante el Boyacá Chicó el día 15 de octubre de 2018 en el Estadio Daniel Villa Zapata. Su mayor logro hasta el momento ha sido clasificar al equipo petrolero a los Cuadrangulares Semifinales del Torneo Finalización 2019.

### Jaguares de Córdoba
A finales de mayo de 2021 fue presentado como nuevo entrenador del Jaguares de Córdoba, en donde dirige con un aceptable nivel al club durante el torneo finalización y la Copa Colombia. El 14 de mayo de 2022 es finalizado su contrato por malos resultados.

### Cortuluá
En mayo de 2022 es contratado por Cortuluá con el objetivo de repuntar en la busca de no descender, sin embargo, solo duró en el cargo hasta el mes de septiembre tras obtener solo seis puntos en 12 partidos dirigidos.

## Clubes

### Como asistente técnico
| Club                               | Año         | AT de          |
| ---------------------------------- | ----------- | -------------- |
| Cortuluá · Colombia                | 2006        | Alberto Suárez |
| Centauros Villavicencio · Colombia | 2007        | Nelson Abadía  |
| Centauros Villavicencio · Colombia | 2009 - 2011 | Abuelo Cruz    |
| Deportes Quindío · Colombia        | 2013        | Abuelo Cruz    |
| Deportes Quindío · Colombia        | 2013        | Arturo Boyacá  |

### Como entrenador

#### En clubes
| Centauros Villavicencio · Colombia  | 2ª                  | F-2007 (e)          | 4   | 2   | 2   | 0   | -  | -  | -  | -  | - | - | - | - | 4   | 2   | 2   | 0   | 66.67% |
| Centauros Villavicencio · Colombia  | 2ª                  | 2008                | 42  | 11  | 12  | 19  | 12 | 6  | 1  | 5  | - | - | - | - | 54  | 17  | 13  | 24  | 39.5%  |
| Centauros Villavicencio · Colombia  | Total               | Total               | 46  | 13  | 14  | 19  | 12 | 6  | 1  | 5  | 0 | 0 | 0 | 0 | 58  | 19  | 15  | 24  | 41.38% |
| Universitario de Popayán · Colombia | 2ª                  | 2012                | 48  | 23  | 6   | 19  | 10 | 1  | 2  | 7  | - | - | - | - | 58  | 24  | 8   | 26  | 45.98% |
| Deportes Quindío · Colombia         | 1ª                  | A-2013 (e)          | 4   | 1   | 2   | 1   | 3  | 1  | 2  | 0  | - | - | - | - | 7   | 2   | 4   | 1   | 47.62% |
| Deportes Quindío · Colombia         | 1ª                  | F-2013 (e)          | 7   | 3   | 0   | 4   | -  | -  | -  | -  | - | - | - | - | 7   | 3   | 0   | 4   | 42.86% |
| Deportes Quindío · Colombia         | Total               | Total               | 11  | 4   | 2   | 5   | 3  | 1  | 2  | 0  | 0 | 0 | 0 | 0 | 14  | 5   | 4   | 5   | 45.23% |
| Universitario de Popayán · Colombia | 2ª                  | 2014                | 36  | 13  | 6   | 17  | 10 | 3  | 3  | 4  | - | - | - | - | 46  | 16  | 9   | 21  | 41.3%  |
| Universitario de Popayán · Colombia | 2ª                  | 2015                | 38  | 13  | 12  | 13  | 6  | 1  | 2  | 3  | - | - | - | - | 44  | 14  | 14  | 16  | 42.43% |
| Universitario de Popayán · Colombia | 2ª                  | 2016                | 38  | 14  | 10  | 14  | 6  | 2  | 1  | 3  | - | - | - | - | 44  | 16  | 11  | 17  | 44.69% |
| Universitario de Popayán · Colombia | 2ª                  | 2017                | 27  | 6   | 9   | 12  | 6  | 3  | 0  | 3  | - | - | - | - | 35  | 9   | 9   | 15  | 34.28% |
| Universitario de Popayán · Colombia | 2ª                  | 2018                | 29  | 8   | 9   | 12  | 4  | 2  | 0  | 2  | - | - | - | - | 33  | 10  | 9   | 14  | 39.39% |
| Universitario de Popayán · Colombia | Total               | Total               | 216 | 77  | 52  | 87  | 42 | 12 | 8  | 22 | 0 | 0 | 0 | 0 | 258 | 89  | 60  | 109 | 42.25% |
| Alianza Petrolera · Colombia        | 1ª                  | F-2018              | 6   | 2   | 0   | 4   | -  | -  | -  | -  | - | - | - | - | 6   | 2   | 0   | 4   | 33.33% |
| Alianza Petrolera · Colombia        | 1ª                  | 2019                | 46  | 14  | 18  | 14  | 6  | 2  | 2  | 2  | - | - | - | - | 52  | 16  | 20  | 16  | 43.59% |
| Alianza Petrolera · Colombia        | 1ª                  | 2020                | 20  | 5   | 4   | 11  | 2  | 1  | 0  | 1  | - | - | - | - | 22  | 6   | 4   | 12  | 33.33% |
| Jaguares de Córdoba · Colombia      | 1ª                  | F-2021              | 20  | 7   | 6   | 7   | 2  | 0  | 2  | 0  | - | - | - | - | 22  | 7   | 8   | 7   | 43.94% |
| Jaguares de Córdoba · Colombia      | 1ª                  | A-2022              | 20  | 8   | 3   | 9   | 4  | 1  | 2  | 1  | - | - | - | - | 24  | 9   | 5   | 10  | 44.44% |
| Jaguares de Córdoba · Colombia      | Total               | Total               | 40  | 15  | 9   | 16  | 6  | 1  | 4  | 1  | 0 | 0 | 0 | 0 | 46  | 16  | 13  | 17  | 44.2%  |
| Cortuluá · Colombia                 | 1ª                  | F-2022              | 12  | 1   | 3   | 8   | -  | -  | -  | -  | - | - | - | - | 12  | 1   | 3   | 8   | 16.66% |
| Cortuluá · Colombia                 | Total               | Total               | 12  | 1   | 3   | 8   | 0  | 0  | 0  | 0  | 0 | 0 | 0 | 0 | 12  | 1   | 3   | 8   | 16.66% |
| Bogotá FC · Colombia                | 2ª                  | A-2023              | 11  | 4   | 3   | 4   | 2  | 0  | 1  | 1  | - | - | - | - | 13  | 4   | 4   | 5   | 41.03% |
| Bogotá FC · Colombia                | Total               | Total               | 11  | 4   | 3   | 4   | 2  | 0  | 1  | 1  | 0 | 0 | 0 | 0 | 13  | 4   | 4   | 5   | 41.03% |
| Alianza Petrolera · Colombia        | 1ª                  | F-2023              | 20  | 8   | 4   | 8   | 4  | 1  | 0  | 3  | - | - | - | - | 24  | 9   | 4   | 11  | 43.06% |
| Alianza Petrolera · Colombia        | Total               | Total               | 82  | 29  | 26  | 27  | 12 | 4  | 2  | 6  | 0 | 0 | 0 | 0 | 92  | 33  | 28  | 33  | 46.01% |
| Alianza Valledupar · Colombia       | 1ª                  | A-2024              | 14  | 3   | 3   | 8   | -  | -  | -  | -  | 1 | 1 | 0 | 0 | 15  | 4   | 3   | 8   | 33.34% |
| Alianza Valledupar · Colombia       | Total               | Total               | 14  | 3   | 3   | 8   | 0  | 0  | 0  | 0  | 1 | 1 | 0 | 0 | 15  | 4   | 3   | 8   | 33.34% |
| Total en su carrera                 | Total en su carrera | Total en su carrera | 411 | 134 | 105 | 172 | 71 | 23 | 17 | 31 | 1 | 1 | 0 | 0 | 483 | 158 | 122 | 203 | 41.13% |
| 1. 2.                               |                     |                     |     |     |     |     |    |    |    |    |   |   |   |   |     |     |     |     |        |

#### En selecciones
| Colombia Sub-20   | 2024              | - | - | - | - | -   | - | - | - | - | - | - | - | - | - | 11 | 6  | 5 | 0 | 11 | 6  | 5 | 0 | 69.7%  | 17 | 10 | +7  |
| Colombia Sub-20   | 2025              | 9 | 6 | 1 | 2 | 3.° | - | - | - | - | - | - | - | - | - | 10 | 6  | 3 | 1 | 19 | 12 | 4 | 3 | 70.18% | 31 | 15 | +16 |
| Total Selecciones | Total Selecciones | 9 | 6 | 1 | 2 | -   | - | - | - | - | - | - | - | - | - | 21 | 12 | 8 | 1 | 30 | 18 | 9 | 3 | 70%    | 48 | 25 | +23 |